# Galleria stradale di Sozina
La galleria di Sozina (in montenegrino Tunel Sozina) è una galleria stradale del Montenegro, posta nel territorio comunale di Antivari lungo la strada M-1.1.
Prende il nome dal centro abitato di Sozina.
La galleria, lunga 4189 m, venne aperta al traffico il 13 luglio 2005. Grazie ad questa infrastruttura il tragitto tra la capitale montenegrina Podgorica e il porto di Antivari si è ridotto di circa 25 km.